# Trinity Seven - L'accademia delle sette streghe
Trinity Seven - L'accademia delle sette streghe (トリニティセブン 7人の魔書使い?, Toriniti Sebun: Shichi-nin no masho tsukai) è un manga scritto da Kenji Saitō e disegnato da Akinari Nao, serializzato sulla rivista Monthly Dragon Age della Fujimi Shobō dal 9 dicembre 2010. In Italia la serie è edita dalla Panini Comics, che ne ha annunciato l'acquisto in occasione del Romics 2013. Un adattamento anime, prodotto dalla Seven Arcs Pictures, è stato trasmesso in Giappone tra il 7 ottobre e il 23 dicembre 2014. Un episodio OAV è stato pubblicato il 25 marzo 2015, mentre due film d'animazione basati sulla serie sono usciti rispettivamente il 25 febbraio 2017 e il 29 marzo 2019.

## Trama
Arata Kasuga trascorre la sua vita in maniera normale insieme alla sua amica d'infanzia Hijiri. Tuttavia un giorno, una maga gli appare davanti per rivelargli la verità sul Sole Nero, la causa dell'evento noto come il Fenomeno di Decadimento che ha distrutto l'intera città. L'esistenza di Arata è stata infatti ricostruita artificialmente da un grimorio che gli era stato regalato da Hijiri e così il ragazzo, spinto dall'incontro con la maga, decide di farsi una nuova vita all'accademia magica Biblia, dove però finirà per incontrare sette potenti maghe note come le Trinity Seven.

## Personaggi

Hijiri e Arata

Arata Kasuga (春日 アラタ?, Kasuga Arata)
Doppiato da: Yoshimasa Hosoya (drama-CD), Yoshitsugu Matsuoka (anime)
Il protagonista della serie, ossia il "Re Mago Astral Trinity" connesso all'archivio della Superbia con il tema Imperium (controllo, dominio). Possiede l'abilità di annullare (da lui detta "magia spogliarello") e copiare la magia. Prima che il Fenomeno di Decadimento distruggesse la sua intera città, viveva come un semplice umano insieme a sua cugina Hijiri, la quale gli consegnò un grimorio prima di scomparire nel nulla. Così viene risvegliato dal suo sogno da Lilith Asami, poiché lui senza saperlo era riuscito a ricostruire la sua città tramite il grimorio, semplicemente desiderandolo. Tornato alla realtà, vuole salvare sua cugina, così si iscrive alla Royal Biblia Academy per diventare un mago e lì incontra le cosiddette Trinity Seven. Solitamente parla e scherza in modo perverso, ma nelle situazioni difficili resta sempre calmo. Viene spesso definito il "candidato demone", dal momento che solo quelli della classe demone come lui sono in grado di creare mondi. Possiede due grimori: il "Manoscritto di Astil" e il "Frammento di Ilias". Col passare del tempo riesce a padroneggiare anche altri tre temi, oltre il suo, superando quindi di forza le Trinity Seven; questi temi sono: Abies (vita) dall'archivio Lussuria, Fides (fede) dall'archivio Gola e Stagna (immobilità) dall'archivio Accidia. Durante la battaglia nella Biblioteca Cielo ottiene la spada nera imperiale Judecca.
Hijiri Kasuga (春日 聖?, Kasuga Hijiri)
Doppiata da: Noriko Shitaya (drama-CD), Ayaka Suwa (anime)
La cugina di Arata, ossia una maga anche lei connessa all'archivio Ira con i temi Ruina (distruzione), Partum (creazione) e Analysis (smontaggio). Dopo essere stata inghiottita dal Fenomeno di Decadimento, è rinata unendosi al gruppo delle Ishkariot con lo scopo di distruggere il ciclo dei demoni e delle Trinity Seven, i quali porteranno sempre alla distruzione e alla rinascita il mondo. Diventa dunque una nemica di Arata, pur volendogli ancora bene.

### Trinity Seven
Lilith Asami (浅見 リリス?, Asami Ririsu)
Doppiata da: Ai Kayano (drama-CD), Yumi Hara (anime)
Una delle Trinity Seven, ossia la maga connessa all'archivio Lussuria con tema Abies (vita). Il suo archivio è l'esatto contrario di lei in quanto è molto pudica. Ha la stessa età di Arata e anche se porta la divisa femminile dell'accademia, in realtà è una professoressa. È la prima maga a comparire davanti Arata durante le investigazioni sul Fenomeno di Decadimento. Diventa poi uno dei suoi primi alleati e amici, tenendolo d'occhio e sostenendolo in qualsiasi modo, anche se a volte risulta essere pure una vittima inconsapevole della sua perversione non intenzionale e indiretta. Usa la sua magia di Alchimia Esterna per dare forma alle sue armi, che sono: una piccola pistola per la lotta corpo a corpo, un fucile per le lunghe distanze e persino un lanciarazzi. È anche figlia del demone Cremisi, Abyss Trinity, ossia il re di un mondo parallelo a quello di Arata (lui e Arata condividono infatti una certa somiglianza). Anche lei possiede il potere da demone, sebbene nel suo caso sia ancora dormiente.
Arin Kannazuki (神無月 アリン?, Kannazuki Arin)
Doppiata da: Noriko Shitaya (drama-CD), Aya Uchida (anime)
Una delle Trinity Seven, ossia la maga connessa all'archivio Ira con tema Ruina (distruzione), il cui aspetto è molto simile a quello di Hijiri. Il suo archivio è l'esatto contrario di lei in quanto è calma e impassibile. Viene vista per la prima volta, completamente nuda, quando Arata va nel bagno dei maschi. Inoltre si definisce spesso sua moglie, in quanto è la partner del candidato demone. Con la sua magia Rune Caotiche è in grado di creare e distruggere barriere, nonché di evocare la lancia "Demone Astato Gungnir" usata soltanto una volta dal suo creatore Scathach.
Levi Kazama (風間 レヴィ?, Kazama Revi)
Doppiata da: Saki Fujita (drama-CD), Ayane Sakura (anime)
Una delle Trinity Seven, ossia la maga ninja connessa all'archivio Invidia con tema Expectatio (aspettative). Il suo archivio è l'esatto contrario di lei in quanto non si aspetta nulla dagli altri. È considerata una dei cinque combattenti migliori al mondo ed è anche l'unica delle Trinity Seven a non essere vista nuda da Arata, il quale la considera per questo motivo "l'ultima frontiera". Diventa subito un'alleata di Arata e spesso vuole combattere uno contro uno con Akio per vedere chi delle due è la più forte.
Mira Yamana (山奈 ミラ?, Yamana Mira)
Doppiata da: Suzuko Mimori (drama-CD), Yōko Hikasa (anime)
Una delle Trinity Seven, ossia la maga connessa all'archivio della Superbia con tema Justitia (giustizia), la quale è a capo della guardia di sicurezza dell'accademia. Tratta Arata con ostilità, ma poi si scioglie un po' durante una missione investigativa insieme a lui e incomicia trattarlo meglio. Il suo grimorio, a forma di sfera di cristallo, le permette di attivare la magia "Gehenna Scope", che utilizza per analizzare e contrastare qualsiasi magia.
Akio Fudō (不動 アキオ?, Fudō Akio)
Doppiata da: Yū Kobayashi (drama-CD), Ryōka Yuzuki (anime)
Una delle Trinity Seven, ossia la maga connessa all'archivio Gola con tema Fides (fede). Anche lei fa parte della guardia di sicurezza dell'accademia ed è la partner di Mira. La sua magia Mantra Incantato le conferisce capacità fisiche superiori, che usa per il combattimento ravvicinato. Un tempo era una spriggan (sacerdotessa custode del tesoro segreto), che viveva in una città che stava sotto la Biblioteca Cielo, di cui era la guardiana. Tuttavia, il demone di un altro mondo, Abyss Trinity, utilizzò le armi della Biblioteca Cielo per distruggere la città. Sua madre aveva il potere sufficiente per salvare una sola persona, scegliendo Akio e facendo di lei l'unica superstite della sua città natale.
Yui Kurata (倉田 ユイ?, Kurata Yui)
Doppiata da: Rumi Ōkubo (drama-CD), Rie Murakawa (anime)
Una delle Trinity Seven, ossia la maga connessa all'archivio Avaritia con tema Amicitia (amicizia). Il suo archivio è l'esatto contrario di lei in quanto non riesce a farsi degli amici, vivendo di fatto da sola in un dungeon sotto l'accademia. È nota per essere una maga della classe Cardinale, seconda solo al preside dell'accademia. La sua prima apparizione risale a quando salva Arata da Akio, teletrasportandolo nel suo mondo di sogni: qui lo aiutò a capire la magia, spiegandogli il concetto di archivi e temi. Più tardi viene salvata da Arata e dagli altri membri delle Trinity Seven, tornando ad una vita normale con altre persone e facendo di Levi la sua cara amica. È molto affettuosa nei confronti di Arata e lo chiama sempre fratellone.
Liselotte Sherlock (リーゼロッテ＝シャルロック?, Rīzerotte Sharurokku)
Doppiata da: Ayumi Fujimura (drama-CD) Nao Tōyama (anime)
Una delle Trinity Seven, ossia la maga connessa all'archivio Accidia con tema Stagna (immobilità). Il suo archivio è l'esatto contrario di lei in quanto è una ragazza irrequieta. La sua magia Logos Art le permette di rubare la magia degli altri. È la sorella gemella maggiore di Selina, che svanisce nella biblioteca scolastica sei mesi prima dell'arrivo di Arata. È anche l'ultima delle Trinity Seven ad incontrare il protagonista. In un primo momento, si oppone agli altri membri delle Trinity Seven, diventando cattiva perché infiltratasi nella libreria proibita, la cosiddetta Biblioteca Eterna. Siccome ottiene l'elemento demoniaco sigillato nella biblioteca, ne diviene una candidata. Dopo essere stata sconfitta durante l'attacco all'accademia ed essere rimasta intrappolata nella dimensione parallela del Chrono Calculation da lei attivata, Arata l'aiuta ad uscirne nel corso delle indagini sulla Biblioteca Cielo. Come Arata e il preside, anche lei ha la tendenza a parlare un po' in maniera perversa.

### Grimori
Sora (ソラ?)
Doppiata da: Mariya Ise (drama-CD), Rie Kugimiya (anime)
Il grimorio di Arata. Fu chiamata Sora da Hijiri prima che questi l'affidasse ad Arata. Ha riportato ad Arata i suoi giorni normali ricreando il mondo con sua cugina prima dell'arrivo di Lilith e del Fenomeno di Decadimento. La sua forma umana è molto graziosa, porta un grande fiocco in testa e somiglia un po' ad Hijiri, anche se il suo carattere è molto simile a quello di Arata. È anche nota come il Manoscritto di Astil, e un tempo si diceva che fosse in possesso pure del sapere di altri mondi.
Ilia (イリア?, Iria)
Doppiata da: Chinatsu Akasaki
Un altro grimorio, soprattutto di supporto, di cui Arata entra in possesso successivamente. Assumeva l'aspetto di Hijiri e prendeva il suo posto ogni volta che lei era fuori per lezione, cucinando o facendo le faccende di casa per Arata. Crea un mondo per intrappolare Mira e Arata nel tentativo di tenere quest'ultimo al sicuro. Il suo vero aspetto è simile a quello di Sora, ma con vestiti più castigati. È anche nota come il Frammento di Ilias.

### Altri personaggi
Selina Sherlock (セリナ＝シャルロック?, Serina Sharurokku)
Doppiata da: Shiori Mikami (drama-CD), Aya Suzaki (anime)
La sorella gemella minore di Lise, nonché una studentessa giornalista dell'accademia che diventa affiatata con alcuni dei membri delle Trinity Seven e in seguito anche con Arata. Il suo tema è Ligare (catturare).
Preside (学園長?, Gakuenchō)
Doppiato da: Kōji Yusa (drama-CD), Shin'ichirō Miki (anime)
Un potente mago della classe Paladino che di solito parla in modo rilassato e perverso, preside della Royal Biblia Academy.

## Media

### Manga
Il manga, scritto da Kenji Saitō e disegnato da Akinari Nao, ha iniziato la serializzazione sul Monthly Dragon Age della Fujimi Shobō il 9 dicembre 2010. Il primo volume tankōbon è stato pubblicato il 7 luglio 2011 e al 7 marzo 2025 ne sono stati messi in vendita in tutto trentadue.
In Italia la serie è stata annunciata durante il Romics 2013 da Panini Comics, che ne ha acquistato i diritti e la pubblica sotto l'etichetta Planet Manga nella collana Manga Adventure a partire dal 25 gennaio 2014; entro il 27 marzo 2025 sono stati pubblicati trentuno volumi.
La serie viene distribuita anche negli Stati Uniti da Yen Press, in Francia da Panini Manga, in Spagna e in Argentina da Editorial Ivrea e in Taiwan da Kadokawa Taiwan Corporation.

#### Volumi
| 1    | 7 luglio 2011 | ISBN 978-4-04-712737-1                                                      | 25 gennaio 2014   | —                      |
| 1    | Capitoli - 0. Cracker and Third Selection (改竄者と第三の選択?, Kaizan-sha to daisan no sentaku) - 1. Administer and a Ring (魔王候補と一つの指輪?, Maō kōho to hitotsu no yubiwa) - 2. Night Lesson and Prison Lock (夜の課外授業と空間閉鎖?, Yoru no kagai jugyō to kūkan heisa) - 3. Grimoire Security and Abort (王立図書館検閲官と強制終了?, Ōritsu toshokan ken'etsu-kan to kyōsei shūryō) |                                                                             |                   |                        |
| 2    | 5 novembre 2011 | ISBN 978-4-04-712760-9                                                      | 22 marzo 2014     | —                      |
| 2    | Capitoli - 4. Magus and Lucifer Hands (魔道士と虚無魔法?, Madōshi to kyomu mahō) - 5. Marine Time and Error Code (大海原と不浄な魔力?, Ōunabara to fujōna maryoku) - 6. Hot Spring and Alchemist (露天風呂と錬金術師?, Rotenburo to renkinjutsu-shi) - 7. Labyrinth and Ninja (巨大迷宮と忍者?, Kyodai meikyū to ninja) - 8. Macro Spell and Exciting (術式詠唱と熱血戦闘?, Jutsushiki eishō to nekketsu sentō) |                                                                             |                   |                        |
| 3    | 5 aprile 2012 | ISBN 978-4-04-712791-3                                                      | 24 maggio 2014    | —                      |
| 3    | Capitoli - 9. Magic Gunner and Shooting (魔銃起動と一撃必殺?, Ma jū kidō to ichigeki hikkoro) - 10. Gymnastic and Dream World (体育授業と夢世界?, Taīku jugyō to yume sekai) - Extra. Mission and Girls (検閲任務と二人の少女?, Kenetsu ninmu to futari no shōjo) - 11. Eternal Library and Criminal (永劫図書舘と罪人?, Eigō tosho yakata to tsumibito) - 12. Dark Maga and Second Minister (悪の魔道士と第二の魔王候補?, Aku no madōshi to daini no maō kōho) |                                                                             |                   |                        |
| 4    | 6 settembre 2012 | ISBN 978-4-04-712828-6                                                      | 19 luglio 2014    | —                      |
| 4    | Capitoli - 13. Top Security and Trickster (主席検閲官と達人忍者?, Shuseki kenetsu-kan to tatsujin ninja) - 14. Special Training and Big Event (魔道特訓と学園襲撃?, Madō tokkun to gakuen shūgeki) - 15. Paladin and Book of Astil (大魔公と大魔道書?, Dai ma kōto dai madōsho) - 16. Spell Succeed and Lost Technique (意志継承と秘奥義?, Ishi keishō to hi ōgi) - 17. Last Crest and Problem Solving (魔道極法と異変解決?, Madō kyoku-hō to ihen kaiketsu) |                                                                             |                   |                        |
| 5    | 7 gennaio 2013 | ISBN 978-4-04-712851-4                                                      | 20 settembre 2014 | —                      |
| 5    | Capitoli - 18. Study and Holiday (魔道勉強と安息日?, Madō benkyō to ansokujitsu) - 19. Security Second and Dimension Travel (次席検閲官と空間転移?, Jiseki ken'etsu-kan to kūkan ten'i) - 20. Ylius and Adventure (新魔道書と学園探検?, Shin madōsho to gakuen tanken) - 21. Bible Battle and Sweet Memory (魔道書戦闘と過去記憶?, Madōsho sentō to kako kioku) - 22. Critical and Demon Road (危険状態と魔王降臨?, Kiken jōtai to maō kōrin) |                                                                             |                   |                        |
| 6    | 9 maggio 2013 | ISBN 978-4-04-712873-6                                                      | 20 dicembre 2014  | —                      |
| 6    | Capitoli - 23. Game Master and Exodus (支配者と空間脱出?, Shihaisha to kūkan dasshutsu) - 24. Luminous and Satan's Rave (聖女と憤怒の魔人?, Seijo to fundo no majin) - 25. Flame Knight & Invidia Magus (光輝剣士と嫉妬魔道士?, Kōki kenshi to shitto madōshi) - 26. God's Arm and Sisters (神話武装と姉妹の絆?, Shinwa busō to shimai no kizuna) - 27. Recovery & Revenge Start (復活魔道士と反撃開始?, Fukkatsu madōshi to hangeki kaishi) |                                                                             |                   |                        |
| 7    | 9 dicembre 2013 | ISBN 978-4-04-712964-1                                                      | 21 febbraio 2015  | —                      |
| 7    | Capitoli - 28. Criminal Girl and His World (聖戦少女と魔王世界?, Seisen shōjo to maō sekai) - 29. Date and Talisman (街道散策と魔道護符?, Kaidō sansaku to madō gofu) - 30. Record Quest & Semiramis Garden (調書任務と天空図書館?, Chōsho ninmu to tenkū toshokan) - 31. Forbidden Element and Aeshama (魔王因子と色欲魔王?, Maō inshi to shikiyoku maō) |                                                                             |                   |                        |
| 8    | 9 aprile 2014 | ISBN 978-4-04-070079-3                                                      | 25 aprile 2015    | —                      |
| 8    | Capitoli - 32. Parallel Shift & Vanitas (異次元同位体と虚無魔術?, I jigen dōitai to kyomu majutsu) - 33. Spriggan & Guardian (秘宝巫女と守護装置?, Hihō miko to shugo sōchi) - 34. Impel Arm & Trinity Process (黒の魔王兵器と第三契約?, Kuro no maō heiki to dai san keiyaku) - 35. Orjudecca & World System (黒皇魔剣と魔王の世界?, Kokuō maken to maō no sekai) |                                                                             |                   |                        |
| 9    | 9 agosto 2014 | ISBN 978-4-04-070266-7                                                      | 25 luglio 2015    | —                      |
| 9    | Capitoli - 36. Aeshama & Marked (紅の巫女と支配の王?, Kurenai no miko to shihai no ō) - 37. Trinity Form & Server Down (魔王装束と図書館崩壊?, Maō shōzoku to toshokan hōkai) - 38. Man Hunt & Part Eye (鬼遊びと祭典準備?, Oni asobi to saiten junbi) - 39. School Festival & Stakes (魔道研究発表大祭と予感?, Madō kenkyū happyō taisai to yokan) |                                                                             |                   |                        |
| 10   | 8 novembre 2014 | ISBN 978-4-04-070265-0                                                      | 21 novembre 2015  | —                      |
| 10   | Capitoli - 40. Valkyrie & Duel Start (恋乙女と決闘開始?, Koi otome to kettō kaishi) - 41. Fervent Girls & Super Girls (大魔道士たちと超魔道士たち?, Dai madōshitachi to chō madōshitachi) - 42. Limit Release & Abyss Returner (封印解除と奈落帰還者?, Fūin kaijo to naraku kikansha) - 43. Forbidden Fruit & Top Quartet (禁忌誘惑と頂上決戦?, Kinki yūwaku to chōjō kessen) |                                                                             |                   |                        |
| 11   | 9 aprile 2015 (ed. regolare) 25 marzo 2015 (ed. limitata) | ISBN 978-4-04-070349-7 (ed. regolare) ISBN 978-4-04-070350-3 (ed. limitata) | 30 gennaio 2016   | —                      |
| 11   | Capitoli - 44. Offense Type & Pure Breed (魔道武人と純魔道士?, Madō bujin to jun madōshi) - 45. Luxuria Magus & Heaven's Gift (宿命の魔道士と申し子?, Shukumei no madōshi to mōshigo) - 46. Backstage & Chrono Gemini (裏決戦と時空双子?, Ura kessen to jikū futago) - 47. Logos Mystery & Lost Master (数秘奥義と魔王強奪?, Sū hi ōgi to maō gōdatsu) - 48. Saint Terminus & Demon Knight (鉖焉聖女と魔王騎士?, Seijo Tāminasu to maō kishi) |                                                                             |                   |                        |
| 12   | 8 agosto 2015 | ISBN 978-4-04-070351-0                                                      | 28 aprile 2016    | —                      |
| 12   | Capitoli - 49. United Front & Terminus Library (共同戦線と終焉図書館?, Kyōdō sensen to shūen toshokan) - 50. Arc Light & Soul Gemini (魔公素質と相似存在?, Ma kō soshitsu to sōji sonzai) - 51. Rune Walker & Rage Wars (聖儀魔術師と憤怒闘争?, Hijiri Tadashi majutsu-shi to fundo tōsō) - 52. Lost Ruina & Luxuria Girls (崩壊秘術と色欲少女?, Hōkai hijutsu to shikiyoku shōjo) - 53. Elemental Knight & Open Battle (魔王騎士と激闘開始?, Maō kishi to gekitō kaishi) - 54. Unlimited World & Teofania (無限世界と顕現装束?, Mugen sekai to kengen shōzoku)                                                                                 |                                                                             |                   |                        |
| 13   | 9 gennaio 2016 | ISBN 978-4-04-070798-3                                                      | 26 gennaio 2017   | —                      |
| 13   | Capitoli - 55. Aeshama's Rave & Fourth Gate (色欲の魔人と第四書庫?, Shikiyoku no majin to dai shi shoko) - 56. Purely Emotion & Return King (聖女の恋と魔王帰還?, Seijo no koi to maō kikan) - 57. Primary Decide & Save the World (魔王決定と聖女救出?, Maō kettei to seijo kyūshutsu) - 58. Return of Saint & Confession (聖女帰還と愛の告白?, Seijo kikan to ai no kokuhaku) |                                                                             |                   |                        |
| 14   | 9 aprile 2016 | ISBN 978-4-04-070799-0                                                      | 23 marzo 2017     | —                      |
| 14   | Capitoli - 59. Lady Champions & Fireworks (決勝乙女と夜空散花?, Kesshō otome to yozora sanka) - 60. Dante's Gate & Radix Grimoire (神曲門と起源魔書?, Shinkyoku mon to kigen masho) - 61. Grimoire Battle & Departure (魔道死闘と魔道士旅立?, Madō shitō to madōshi tabiritsu) - 62. Sword Magius & Dark Castle (魔道剣聖と深奥魔城?, Madō ken Sei to shin'ō majō) |                                                                             |                   |                        |
| 15   | 9 agosto 2016 | ISBN 978-4-04-070993-2                                                      | 18 maggio 2017    | —                      |
| 15   | Capitoli - 63. Inferno World & Fragment Girl (神曲世界と断章少女?, Shinkyoku sekai to danshō shōjo) - 64. Twelve Demons & Deadly Point (十二魔将と死神の間?, Jūni mashō to shinigami no ma) - 65. Malebolge & Prisoner Girl (第八階層と捕縛少女?, Dai hachi kaisō to hobaku shōjo) - 66. Full Burst & Water Side (激戦必至と水際少女?, Gekisen hisshi to migiwa shōjo) |                                                                             |                   |                        |
| 15.5 | 7 gennaio 2017 | ISBN 978-4-04-072144-6                                                      | 31 agosto 2017    | —                      |
| 15.5 | Capitoli - Theme 1. New Face & School Life (新しい顔と学校生活?, Atarashī kao to gakkō seikatsu) - Theme 2. Arin & Bridal Training (アリンとブライダルトレーニング?, Arin to Buraidaru Torēningu) - Theme 3. Swimming Pool & Happning Time (スイミングプールと出来事?, Suimingu Pūru to dekigoto) - Theme 4. Shamanic Training & Shinobi Girl (巫女調教としのび少女?, Miko chōkyō to shinobi shōjo) - Theme 5. Dream Buster & Avaritia World (ドリームバスターとアヴァリティアの世界?, Dorīmu Basutā to Avaritia no sekai) - Theme 6. Night Crawling & Clock Sisters (ナイトランデブー＆クロックシスターズ?, Naito Randebū & Kurokku Shisutāzu) |                                                                             |                   |                        |
| 16   | 9 febbraio 2017 | ISBN 978-4-04-072178-1                                                      | 19 ottobre 2017   | —                      |
| 16   | Capitoli - 67. Accidia Slave & Observer (意情麻人と時空観測者?, I jō asa hito to jikū kansoku-sha) - 68. High Level Girl & General Dark (高位魔道士と魔族将?, Kōi madōshi to mazoku shō) - 69. Void User & Witch's Return (虚無廣道士と魔女帰還?, Kyomu hiromichi dōshi to majo kikan) - 70. Hell's Bath Time & Demon Talk (地獄風呂と悪魔談話?, Jigoku furo to akuma danwa) - 71. Anticross Eye & Sacred Tag (十字魔眼と聖女共闘?, Jūji maganto seijo kyōtō) |                                                                             |                   |                        |
| 17   | 8 agosto 2017 | ISBN 978-4-04-072390-7                                                      | 18 gennaio 2018   | —                      |
| 17   | Capitoli - 72. Three Sixes & Seven's Head (律猛魔道と獣王顕現?, Ritsu mō madō to kemono-ō kengen) - 73. Seven City & Holy Decision (第七圏街と聖女決意?, Dainana-ken machi to seijo ketsui) - 74. Lost Magius & Alchemy Daughter (堕天魔道と錬金術娯?, Daten madō to renkinjutsu bo) - 75. Assault Attack & Disclosure (進撃開始と真相開示?, Shingeki kaishi to shinsō kaiji) - 76. Plotter & Detector (策士魔性と倣慢青年?, Sakushi mashō to oma seinen) |                                                                             |                   |                        |
| 18   | 9 febbraio 2018 | ISBN 978-4-04-072598-7                                                      | 11 ottobre 2018   | —                      |
| 18   | Capitoli - 77. Paladins & Priestess Attack (大魔公と墨女参戦?, Dai ma kōto sumi onna sansen) - 78. Trinity Girls & Demon Crown (三人少女と道化魔人?, San'nin shōjo to dōke majin) - 79. Evil Shine & Devil's Battle (魔王魔力と魔将戦闘?, Maō maryoku to mashō sentō) - 80. King's Body & King's Force (魔王の体と魔王の魔力?, Maō no karada to maō no maryoku) - 81. Lord Rebirth & Theme of Pure (大魔王復活と純粋愛?, Dai maō fukkatsu to junsui ai) |                                                                             |                   |                        |
| 19   | 9 luglio 2018 | ISBN 978-4-04-072780-6                                                      | 10 gennaio 2019   | —                      |
| 19   | Capitoli - 82. Lucifer Theme & Demon Sense (魔王の愛と魔王の情?, Maō no ai to maō no jō) - 83. Three Days & Grand Trial (三日猶予と英雄試練?, Mikka yūyo to eiyū shiren) - 84. Hero Sense & Beast King (英雄才覚と十ニ魔将?, Eiyū saikaku to jū ni mashō) - 85. Demon's Return & Loyalty Book (魔軍再生と忠義書物?, Magun saisei to chūgi shomotsu) - 86. Lighting Woman & Dimension Girl (光神少女と次元少女?, Kōjin shōjo to jigen shōjo) |                                                                             |                   |                        |
| 20   | 9 marzo 2019 | ISBN 978-4-04-073097-4                                                      | 10 ottobre 2019   | —                      |
| 20   | Capitoli - 87. Nostalgic Library & Dream Queen (望郷図書館と夢幻住人?, Bōkyō toshokan to mugen jūnin) - 88. Cardinalis Crown & Eternal Dreamer (枢機魔公と夢幻の少女?, Sūki ma kō to mugen no shōjo) - 89. The Fugitive & Hero Advent (失腺者と英雄降臨?, Shitsu-sen-sha to eiyū kōrin) - 90. Demon Slayer & The Return Key (大魔王討伐者と帰還の鍵?, Dai maō tōbatsu-sha to kikan no kagi) - 91. Nostalgic Dream & Lost Memory (郷愁淡夢と喪失記憶?, Kyōshū awa yume to sōshitsu kioku) |                                                                             |                   |                        |
| 21   | 9 agosto 2019 | ISBN 978-4-04-073290-9                                                      | 5 marzo 2020      | —                      |
| 21   | Capitoli - 92. Demon Hunt & Mantra Searcher (魔将討伐と真言追求?, Ma shō tōbatsu to shingon tsuikyū) - 93. Final Fist & Return King (破邪の破拳と復活魔王?, Haja no yabu ken to fukkatsu maō) - 94. King's Castle & Ultimate Leader (魔王図書館と絶対王者?, Maō toshokan to zettai ōja) - 95. Morning Star & Fatality Battle (真魔覚醒と最終大決戦?, Shin kakusei to saishū daisakusen) - 96. Zenith Summit & Singularity (頂上決戦と魔王特異点?, Chōjō kessen to maō tokui-ten) |                                                                             |                   |                        |
| 22   | 9 marzo 2020 | ISBN 978-4-04-073570-2                                                      | 24 settembre 2020 | —                      |
| 22   | Capitoli - 97. Castle Break & Trinity (魔王城討伐と三位一体?, Maō-jō tōbatsu to sanmiittai) - 98. Falling King & Malebranche (堕天王と十ニの魔将?, Daten-ō to to ni no ma shō) - 99. Battle Final & Successor of Emperor (最終決着と黒皇の継承?, Saishū ketchaku to kokuō no keishō) - 100. I'm Home & Battle Fever (魔王帰還と戦勝記念?, Maō kikan to senshō kinen) - 101. Alone Shadow & School Life (孤独の影と学園新生活?, Kodoku no kage to gakuen shin seikatsu) - 102. Training Days & Elder Archive (日常訓練と喪失書庫?, Nichijō kunren to sōshitsu shoko)                                                                             |                                                                             |                   |                        |
| 23   | 9 giugno 2020 | ISBN 978-4-04-073686-0                                                      | 22 aprile 2021    | —                      |
| 23   | Capitoli - 103. Heaven Angels & Calling Deep (天の裁定者と深淵の誘い?, Ten no saitei-sha to shin'en isanai) - 104. Highest Deep & God Brace (深闇の女神と天帝の剣?, Miami no megami to tentei no ken) - 105. Silent Day & Clouding Day (静寂の日と聖枢の乙女?, Seijaku no hi to sei kururu no otome) - 106. Mission Memory & Girl's Precious (少女回想と少女終罵?, Shōjo kaisō to shōjo shuba) - 107. Artifact Memory & Noble Girl (神人想起と笑顔の少女?, Shinjin sōki to egao no shōjo) - 108. Heartbreak & Educational Policy (魔王の傷心と学園長の衿持?, Maō no shōshin to gakuenchō no eri mochi)                                          |                                                                             |                   |                        |
| 24   | 9 ottobre 2020 | ISBN 978-4-04-073840-6                                                      | 29 luglio 2021    | —                      |
| 24   | Capitoli - 109. Lightening Battle & Sacred Master (光激戦闘と大聖職者?, Hikari geki sentō to dai seishoku-sha) - 110. Cloud Battle & Arian (聖柵戦争と女神の正体?, Seisaku sensō to megami no shōtai) - 111. Paradise Lost & Eden World (大魔王物語と天空世界?, Dai maō monogatari to tenkū sekai) - 112. Judgement & First Lady (天の裁定者と魔王の奥方?, Ten no saitei-sha to maō no okugata) - 113. Lost Pride & Eternal Blaze (魔王の番と永獄の黒焔?, Maō no ban to na goku no gokuen) |                                                                             |                   |                        |
| 25   | 9 aprile 2021 | ISBN 978-4-04-074053-9                                                      | 14 ottobre 2021   | —                      |
| 25   | Capitoli - 114. Catastrophe & Fate Goddess (破滅解放と運命の女神?, Hametsu kaihō to unmei no megami) - 115. Infinite Calculator & Titan's Attack (無限計測と巨人襲来?, Mugen keisoku to kyojin shūrai) - 116. Senior Road & Return of Emperor (元大魔王と大魔王の帰還?, Moto dai maō to dai maō no kikan) - 117. Emperor's Relief & Arbitrator (大魔王の休息と裁定者の想い?, Dai maō no kyūsoku to saitei-sha no omoi) - 118. Master Memoria & Viking Fight (憂畿の裁定者と死闘の開戦?, Yūki no saitei-sha to shitō no kaisen) |                                                                             |                   |                        |
| 26   | 8 ottobre 2021 | ISBN 978-4-04-074268-7                                                      | 26 maggio 2022    | —                      |
| 26   | Capitoli - 119. Luxuria Spring & Be Prepared (天界温泉と戦闘覚悟?, Tenkai onsen to sentō kakugo) - 120. Eden's Soldiers & Catastrophe (天界軍勢と終末戦争?, Tenkai gunzei to shūmatsu sensō) - 121. Ultimate War & Divine Error (総力決戦と女神の消滅?, Sōryoku kessen to megami no shōmetsu) - 122. Giant Killing & Fort Rest (巨神討伐と魔道軍の休息?, Kyoshin tōbatsu to madō-gun no kyūsoku) - 123. Goddess Trap & Cloud Virus (神の買と聖樋の毒?, Kami no-kai to sei hi no doku) - 124. Lord's Plan & Ruin's Beginning (大魔王の策と破滅の始まり?, Dai maō no saku to hametsu no hajimari)                                                 |                                                                             |                   |                        |
| 27   | 8 aprile 2022 | ISBN 978-4-04-074500-8                                                      | 13 luglio 2023    | —                      |
| 27   | Capitoli - 125. Game Set & Game Change (完全決着と再始動?, Kanzen ketchaku to saishidō) - 126. Restart & Newcomer (再接続と新教師?, Sai setsuzoku to shin kyōshi) - 127. Hard Menu & Build Up (猛特訓と基礎完成?, Mō tokkun to kiso kansei) - 128. Shadow Queen & Arch Knight (影の女神と四天の魔王騎士?, Kage no megami to shiten no maō kishi) - 129. Level Up Cancel & Make Advance (覚醒否定と神との対話?, Kakusei hitei to kamito no taiwa) - 130. Shadow Master & Imper Majesta (影の裁定神と支配の領域?, Kage no saitei-shin to shihai no ryōiki)                                                                                        |                                                                             |                   |                        |
| 28   | 7 ottobre 2022 | ISBN 978-4-04-074717-0                                                      | 28 settembre 2023 | ISBN 978-88-287-4490-0 |
| 28   | Capitoli - 131. Shadow Revelation & Departure (影の支配と出発の時?, Kage no shihai to shuppatsu no toki) - 132. Ultimate Mother & Goddess' Fortuna (最強の母と運命の時空?, Saikyō no haha to unmei no jikū) - 133. Alchemic Family & Stop World (錬金母子と時間停止世界?, Renkin boshi to jikanteido sekai) - 134. Evil Clocker & Lilith's Cannon (時空邪神と解放の砲撃?, Jikū jashin to kaihō no hōgeki) - 135. Layer Build & Goddess of Air (錬成の術と時空神?, Rensei no jutsu to jikūshin) - 136. Ultimate Alchemic & Abies Shift (錬成奥義と生体複製?, Rensei ōgi to seitai fukusei)                                                       |                                                                             |                   |                        |
| 29   | 9 maggio 2023 | ISBN 978-4-04-074956-3                                                      | 23 novembre 2023  | ISBN 978-88-287-7166-1 |
| 29   | Capitoli - 137. Time's Demigod & Return of Ruler (時空神と真打帰還?, Jikūshin to Shinuchi kikan) - 138. Affection Cannon & Arrival (愛情砲撃と魔王到着?, Aijō hōgeki to maō tōchaku) - 139. Blue Exodus & New Direction (蒼き解放と新たな航行先?, Aoki kaihō to aratana kōkōsaki) - 140. Invidia Archive & Storyteller (嫉妬書庫と語り部?, Shitto shoko to goribu) - 141. Ultimate Assassin & Infinite Mirage (達人忍者と無限分身?, Tatsujin ninja to mugen bunshin) - 142. Arichive Librarian & Lord Equip (書庫司書と魔王装備?, Shoko shisho to maō sōbi)                                                                                     |                                                                             |                   |                        |
| 30   | 8 dicembre 2023 | ISBN 978-4-04-075243-3                                                      | 26 settembre 2024 | ISBN 978-88-287-9692-3 |
| 30   | Capitoli - 143. Shamanic Master & Wonder Kid (自然操作と期待の大魔王?, Shizen sōsa to kitai no dai maō) - 144. Natural Shadow & Promising Special (自然忍者と期待魔王?, Shizen ninja to kitai maō) - 145. Invidia Resort & Ultimate Asura (嫉妬温泉と最強明王?, Shitto onsen to saikyō myōō) - 146. Brave Hero & Ultimate Fathers (勇者顕現と最強父性?, Yūsha kengen to saikyō fusei) - 147. Loki & Nyx (裏切りの神と夜の女神?, Uragiri no kami to yoru no megami) - 148. Eden's War & Reinforce (天界戦争と最強増援?, Tenkai sensō to saikyō zōen)                                                                                             |                                                                             |                   |                        |
| 31   | 8 agosto 2024 | ISBN 978-4-04-075548-9                                                      | 27 marzo 2025     | ISBN 979-12-21913-19-4 |
| 31   | Capitoli - 149. Tactical Force & Error Grade (作戦会議と真魔の影?, Sakusen kaigi to mama no kage) - 150. Three Sages & Arbitro (三人賢者と審判者?, San'nin kenja to shinpan-sha) - 151. Justice Hero & Goddess Rule (正義英雄と神の掟?, Seigi yūei to kami no okite) - 152. Dream Master & Lost Actual (夢幻の主と顕現魔神?, Mugen no omo to kengen majin) - 153. Gigantomachia & Dragon Road (神話戦争と龍神顕現?, Shinwa sensō to ryūjin kengen) - 154. Midnight Lullaby & Sheherazade (夜の童話と夢幻夜話?, Yoru no dōwa to mugen yawa) - 155. Semifinal & Last Spring (決戦前と最後のお風呂?, Kessen mae to saigo no o furo)                |                                                                             |                   |                        |
| 32   | 7 marzo 2025 | ISBN 978-4-04-075830-5                                                      | 24 luglio 2025    | ISBN 979-12-21923-07-0 |
| 32   | Capitoli - 156. High Justice & Unjustice (女神の正義と偽りの正義?, Megami no seigi to itsuwari no seigi) - 157. Mirroring Magic & Pride Awake (反射の魔道と傲慢の覚醒?, Hansha no madō to gōman no kakusei) - 158. Law God & Anti-God (掟神と反神?, Okite kami to han kami) - 159. God Order & Imperium Master (神の支配と彼女たちの支配?, Kami no shihai to kanojotachi no shihai) - 160. War Origin & Mirroring Witch (勝敗の女神と全てを返す者?, Shōhai no megami to subete o kaesu mono) - 161. Goddess Bible & Difficult Seeker (神の道具と困難の探求者?, Kami no dōgu to kon'nan no tankyū-sha)                                           |                                                                             |                   |                        |
| 33   | 9 settembre 2025 | ISBN 978-4-04-076076-6                                                      | —                 | —                      |

#### Spin-off
Dalla serie principale sono stati tratti diversi manga spin-off, che spaziano da storie parallele alla trama originale a parodie e antologie di racconti vari.
Uno spin-off incentrato su Levi, Trinity Seven: Levi ninden (トリニティセブン レヴィ忍伝?, Toriniti Sebun Revi ninden, lett. "Trinity Seven - Le cronache ninja di Levi"), è stato serializzato su Dragon Age dal 9 novembre 2015 al 9 dicembre 2016, con i capitoli raccolti in tre volumi tankōbon pubblicati dal 9 aprile 2016 al 9 febbraio 2017. Il 9 gennaio 2016 è uscita anche un'antologia di storie di vari autori, Trinity Seven: 7-nin no masho tsukai Comic Anthology (トリニティセブン 7人の魔書使い コミックアンソロジー?, Toriniti Sebun: Shichi-nin no masho tsukai Komikku Ansorojī).
Trinity Seven-san (トリニティセブンさん?, Toriniti Sebun-san), spin-off scritto e disegnato da Misaki Mori, è stato serializzato su Dra-Dra-Dragon Age dal 15 aprile al 13 dicembre 2016, raccolto in unico volume il 9 febbraio 2017. Dal 9 febbraio 2017 al 9 giugno 2018 è stata pubblicata su Dragon Age la serie Trinity Seven: Liese Chronicle (トリニティセブン リーゼクロニクル?, Toriniti Sebun Rīze Kuronikuru), scritta e disegnata da Chako Abeno, che segue le vicende di Lieselotte durante il salto temporale precedente l'apertura del Dante's Gate, raccolta in tre volumi pubblicati dall'8 agosto 2018 al 9 luglio 2018.
In chiave comica, Trinity Seven: Seven Days (トリニティセブン セブンデイズ?, Toriniti Sebun Sebun Deizu), scritto da Kenji Saitō e disegnato da Misaki Mori, è stato serializzato su Dragon Age dal 9 agosto 2018 al 9 febbraio 2019, con un volume unico pubblicato il 9 marzo 2019. Il 2 aprile 2019 è uscito Trinity Seven RPG (トリニティセブンRPG?, Toriniti Sebun RPG), un gioco di ruolo da tavolo scritto da Saitō, disegnato da Tanaka Usouma e illustrato da Nao Akinari.
Dal 9 settembre 2019 al 9 febbraio 2021, Trinity Seven: Anastasia Seiden (トリニティセブン アナスタシア聖伝?, Toriniti Sebun Anasutashia Seiden), scritto da Kenji Saitō e disegnato da Bcoca, ha raccontato le avventure di Anastasia-L, raccolte in tre volumi pubblicati dal 9 marzo 2020 al 9 aprile 2021. Dal 26 settembre 2019 al 29 agosto 2022 su Young Dragon Age è stato serializzato Trinity Seven: Revision (トリニティセブン‐リヴィジョン‐?, Toriniti Sebun ‐ Rivijon ‐), con protagonisti la nuova studentessa Rinka Shinonome e il liceale Mitsui Miyazawa, che scopre di possedere il potere del Mago dell'Invidia e dovrà combattere al suo fianco. I capitoli sono stati raccolti in tre volumi pubblicati dal 9 giugno 2020 al 7 ottobre 2022.
| Trinity Seven: Levi ninden (3 volumi)                           |                 |                        |
| 1                                                               | 9 aprile 2016   | ISBN 978-4-04-070882-9 |
| 2                                                               | 9 agosto 2016   | ISBN 978-4-04-070994-9 |
| 3                                                               | 9 febbraio 2017 | ISBN 978-4-04-072180-4 |
| Trinity Seven: 7-nin no masho tsukai Comic Anthology (1 volume) |                 |                        |
| 1                                                               | 9 gennaio 2016  | ISBN 978-4-04-070785-3 |
| Trinity Seven-san (1 volume)                                    |                 |                        |
| 1                                                               | 9 febbraio 2017 | ISBN 978-4-04-072181-1 |
| Trinity Seven: Liese Chronicle (3 volumi)                       |                 |                        |
| 1                                                               | 8 agosto 2017   | ISBN 978-4-04-072389-1 |
| 2                                                               | 9 febbraio 2018 | ISBN 978-4-04-072602-1 |
| 3                                                               | 9 luglio 2018   | ISBN 978-4-04-072774-5 |
| Trinity Seven: Seven Days (1 volume)                            |                 |                        |
| 1                                                               | 9 marzo 2019    | ISBN 978-4-04-073092-9 |
| Trinity Seven RPG (1 volume)                                    |                 |                        |
| 1                                                               | 2 aprile 2019   | ISBN 978-4-04-072994-7 |
| Trinity Seven: Anastasia Seiden (3 volumi)                      |                 |                        |
| 1                                                               | 9 marzo 2020    | ISBN 978-4-04-073574-0 |
| 2                                                               | 9 ottobre 2020  | ISBN 978-4-04-073839-0 |
| 3                                                               | 9 aprile 2021   | ISBN 978-4-04-074056-0 |
| Trinity Seven: Revision (3 volumi)                              |                 |                        |
| 1                                                               | 9 giugno 2020   | ISBN 978-4-04-073687-7 |
| 2                                                               | 8 ottobre 2021  | ISBN 978-4-04-074272-4 |
| 3                                                               | 7 ottobre 2022  | ISBN 978-4-04-074719-4 |

### Anime
La serie televisiva anime, prodotta dalla Seven Arcs Pictures e diretta da Hiroshi Nishikiori, è andata in onda su TV Tokyo dal 7 ottobre al 23 dicembre 2014. La sigla di apertura è Seven Doors di ZAQ, mentre quelle di chiusura sono BEAUTIFUL≒SENTENCE delle Magus Two (Yumi Hara e Aya Uchida) dall'episodio 1 al 3, SHaVaDaVa in AMAZING♪ delle Yuilevi♡ (Ayane Sakura e Rie Murakawa) dall'episodio 4 al 6, ReSTART "THE WORLD" delle TWINKle MAGIC (Nao Tōyama ed Aya Suzaki) per gli episodi 7, 9 e 11, e TRINITY×SEVENTH＋HEAVEN delle Security Politti (Yōko Hikasa e Ryōka Yuzuki) per gli episodi 8, 10 e 12.
In varie parti del mondo, tra cui più tardi l'Italia, gli episodi sono stati trasmessi in streaming, in contemporanea col Giappone, da Crunchyroll, mentre in Australia e Nuova Zelanda i diritti sono stati acquistati dalla Madman Entertainment. In America del Nord, invece, la serie è stata concessa in licenza alla Sentai Filmworks. Un episodio OAV è stato pubblicato in allegato all'undicesimo volume del manga il 25 marzo 2015.

#### Episodi
| Nº       | Titolo italiano Giapponese 「Kanji」 - Rōmaji                                                                            | In onda          | In onda |
| Nº       | Titolo italiano Giapponese 「Kanji」 - Rōmaji                                                                            | Giapponese       |         |
| 1        | Amministrazione e terza opzione 「魔王候補と第三の選択」 - Adominisutā to Sādo Serekushon                                | 7 ottobre 2014   |         |
| 2        | Serratura della prigione e sicurezza del grimorio 「空間閉鎖と王立図書館検察官」 - Purizun Rokku to Gurimowāru Sekyuriti | 14 ottobre 2014  |         |
| 3        | Mago e alchimista 「魔道士と錬金術」 - Meigasu to Arukemisuto                                                            | 21 ottobre 2014  |         |
| 4        | Labirinto e artigliere magico 「巨大迷宮と魔銃起動」 - Rabirinsu to majikku gannā                                        | 28 ottobre 2014  |         |
| 5        | Mondo dei sogni e sotto-amministratore 「夢の世界と第ニの魔王候補」 - Dorīmu Wārudo to Sabu Adominisutā                  | 4 novembre 2014  |         |
| 6        | Magia oscura e grande evento 「悪の魔道士と学園襲撃」 - Dāku Meiji to Biggu Ibento                                       | 11 novembre 2014 |         |
| 7        | Tecnica persa e risoluzione del problema 「秘奥義と異変解決」 - Rosuto Tekunika to Puroburemu Soruvingu                  | 18 novembre 2014 |         |
| 8        | Studio e vacanze 「魔道勉強と安息日」 - Sutadi to Horidei                                                                | 25 novembre 2014 |         |
| 9        | Battaglia biblica e dolci ricordi 「魔道書戦闘と過去記憶」 - Baiburu Batoru to Suīto Memorī                              | 2 dicembre 2014  |         |
| 10       | Maestro dei giochi e schiavo di Satana 「支配者と憤怒の魔人」 - Gēmu Masutā to Seitan Sureivu                            | 9 dicembre 2014  |         |
| 11       | I cavalieri feniani e le sorelle 「光輝剣士と姉妹の絆」 - Fiana Naitsu to Shisutāzu                                      | 16 dicembre 2014 |         |
| 12       | La ragazza criminale ed il suo mondo 「聖戦少女と魔王世界」 - Kuriminaru Gāru to Hizu Wārudo                             | 23 dicembre 2014 |         |
| 13 (OAV) | 「トリニティセブンと特別授業!」 - Toriniti Sebun to tokubetsu jugyō! – "Le Trinity Seven e la lezione speciale!"         | 25 marzo 2015    |         |

#### Pubblicazioni
Gli episodi di Trinity Seven sono stati raccolti in sei volumi BD/DVD che sono stati distribuiti in Giappone per il mercato home video a partire dal 19 dicembre 2014.
| Volume | Episodi | Data di pubblicazione |
| ------ | ------- | --------------------- |
| 1      | 1–2     | 19 dicembre 2014      |
| 2      | 3–4     | 23 gennaio 2015       |
| 3      | 5–6     | 27 febbraio 2015      |
| 4      | 7–8     | 27 marzo 2015         |
| 5      | 9–10    | 24 aprile 2015        |
| 6      | 11–12   | 22 maggio 2015        |

### Light novel
Una serie di light novel spin-off, scritta ed illustrata sempre da Saitō e Nao, è stata annunciata il 4 novembre 2014. La storia è incentrata sul passato dei personaggi principali e descrive eventi inediti nel manga. Il primo volume è stato pubblicato l'8 novembre 2014; il secondo il 29 dicembre dello stesso anno mentre il terzo il 9 gennaio 2018.
| Nº | Titolo italiano (traduzione letterale) Giapponese 「Kanji」 - Rōmaji - Traduzione letterale | Data di prima pubblicazione             | Data di prima pubblicazione |
| Nº | Titolo italiano (traduzione letterale) Giapponese 「Kanji」 - Rōmaji - Traduzione letterale | Giapponese                              |                             |
| 1  | Trinity Seven: 7-nin no masho tsukai - The Novel: Night Episode to Lost Memory 「トリニティセブン 7人の魔書使い The Novel 深夜挿話と過去記憶」 - Toriniti Sebun: shichi-nin no masho tsukai The Novel Naito Episōdo to Rosuto Memorī – "Trinity Seven - L'accademia delle sette streghe - Il romanzo: Episodio notturno alla memoria perduta"                                      | 8 novembre 2014 ISBN 978-4-04-070267-4  |                             |
| 2  | Trinity Seven: 7-nin no masho tsukai - The Novel: Eternity Library to Alchemic Girl 「トリニティセブン 7人の魔書使い The Novel 悠久図書館と錬金術少女」 - Toriniti Sebun: shichi-nin no masho tsukai The Novel Etāniti Raiburarī to Arukemikku Gāru – "Trinity Seven - L'accademia delle sette streghe - Il romanzo: La biblioteca eterna e la ragazza alchimista"                 | 29 dicembre 2014 ISBN 978-4-04-070352-7 |                             |
| 3  | Trinity Seven: 7-nin no masho tsukai - The Novel: Holy Shrine Maiden and the Eighth Library 「トリニティセブン 7人の魔書使い The Novel 聖なる巫女と八番目の書庫」 - Toriniti Sebun: shichi-nin no masho tsukai The Novel Seinaru miko to hachi-banme no shoko – "Trinity Seven - L'accademia delle sette streghe - Il romanzo: Il santuario della fanciulla e l'ottava biblioteca" | 9 gennaio 2018 ISBN 978-4-04-072570-3   |                             |

### Film
Un adattamento cinematografico della serie manga è stato annunciato nel numero di agosto 2016 della rivista Monthly Dragon Age nel luglio 2016. Il cast e lo staff della serie anime sono tornati a ricoprire i rispettivi ruoli nella pellicola. Il film, intitolato Trinity Seven: Eternity Library & Alchemic Girl (劇場版トリニティセブン－悠久図書館と錬金術少女－?, Gekijō-ban Toriniti Sebun: Etāniti Raiburarī to Arukemikku Gāru, lett. "Trinity Seven versione cinematografica: La biblioteca eterna e la ragazza alchimista"), è stato presentato in anteprima il 25 febbraio 2017. I diritti di distribuzione al di fuori dell'Asia sono stati acquistati da Crunchyroll, che ha pubblicato il film in versione sottotitolata in vari Paesi del mondo, tra cui l'Italia. La storia si basa sulla seconda light novel omonima.
Il 3 luglio 2018, il sito ufficiale del manga ha annunciato che era in produzione un secondo adattamento cinematografico. Il secondo film, intitolato Trinity Seven: Heavens Library & Crimson Lord (劇場版 トリニティセブン -天空図書館と真紅の魔王?, Gekijō-ban Toriniti Sebun: Hebunzu Raiburarī to Kurimuzon Rōdo, lett. "Trinity Seven versione cinematografica: La Biblioteca Cielo e il signore Cremisi"), è stato presentato in anteprima il 29 marzo 2019. Come nel primo caso, il cast e lo staff della serie anime sono tornati per riprendere i loro ruoli anche nel secondo lungometraggio. Come per il primo film, anche questo è stato distribuito da Crunchyroll in versione sottotitolata in più Paesi, tra cui l'Italia. In questo caso la trama è ambientata subito dopo quella della serie televisiva e torna a seguire il manga.

## Accoglienza
Al giugno 2017, il manga ha venduto più di 3 milioni di copie in Giappone. Nel 2018, il manga e le relative opere cartacee derivate hanno raggiunto i 3.3 milioni di copie vendute.